# Live from Paris (álbum de Shakira)
Live from Paris (intitulado En vivo desde París nos países de língua espanhola) é o quarto álbum ao vivo da cantora colombiana Shakira. Foi filmado na casa de concertos Palais Omnisports de Paris-Bercy, em Paris, na França, onde Shakira tocou em 13 e 14 de junho de 2011, como parte da parte européia da The Sun Comes Out World Tour. Live from Paris foi lançado em formato DVD e CD de áudio ao vivo, um formato de DVD padrão e como uma edição de Blu-ray disc. Foi lançado na maioria dos países em 2 de dezembro de 2011, enquanto nos Estados Unidos foi lançado em 5 de dezembro. Antes de seu lançamento, o Live from Paris foi exibido em vários cinemas em todo o mundo e também foi promovido através do site oficial da cantora, que publicou inúmeros trailers e visualizações do álbum. A interpretação de Shakira da canção do cantor e compositor francês Francis Cabrel "Je L'Aime à Mourir", que ela realizou especificamente durante os shows em Paris, foi lançada como single em 29 de novembro de 2011.
Após a sua divulgação, Live from Paris recebeu críticas geralmente favoráveis dos críticos, que o elogiaram como uma vitrine da versatilidade de Shakira. Um crítico, no entanto, criticou a cantora por colocar menos ênfase nos vocais e mais nas danças. Comercialmente, o álbum apresentou-se bem nas paradas da França e do México, onde posteriormente foi certificado de platina pelo Syndicat National de l'Édition Phonographique (SNEP) e pela Asociación Mexicana de Productores de Fonogramas y Videogramas (AMPROFON), respectivamente. Nos Estados Unidos, En Vivo Desde Paris atingiu o número dois na lista da Billboard Top Latin Albums e no número um no gráfico Latin Pop Albums.

## Antecedentes e lançamentos
Após os ingressos da parte européia da The Sun Comes Out World Tour, que foi lançado para promover o oitavo álbum de estúdio de Shakira, She Wolf (2009) e o nono álbum de estúdio Sale el sol (2010), estavam esgotados, estendeu-se as datas para 2011 e anunciou um show a ser realizado no Palais Omnisports de Paris-Bercy em Paris, França, em 14 de junho. Mais tarde, Shakira decidiu adicionar outra data ao show da turnê em Paris e escolheu 13 de junho para se apresentar no mesmo local. Os desempenhos realizados nessas duas datas foram filmados para inclusão em um álbum ao vivo. Foi disponibilizado em três formatos: uma edição exclusiva que inclui um DVD e um CD de áudio ao vivo, uma edição de DVD padrão e uma edição de disco blu-ray disc. Os formatos incluíram os desempenhos completos de 22 músicas, juntamente com a filmagem documental de bastidores dos shows. A gravação também foi exibida em cinemas selecionados em países como Bélgica, Brasil, Holanda, Itália, México, Portugal e Espanha, em som Dolby Surround sound. O site oficial de Shakira também publicou vários trailers do DVD e visualizações de alguns desempenhos, como o de "Whenever, Wherever", para promoção adicional. O álbum ao vivo, composto pelo DVD e CD de áudio ao vivo, foi lançado como Live from Paris e En Vivo Desde Paris, em 2 de dezembro de 2011, na maioria dos países do mundo. Nos Estados Unidos, foi lançado em 5 de dezembro de 2011. Foi lançado em formatos de disco de DVD e Blu-ray no dia seguinte.
A interpretação de Shakira, da música "Je L'Aime à Mourir" originalmente do cantor e compositor francês Francis Cabrel, foi adicionada especificamente ao set-list da tour de concertos realizados em Paris. Uma gravação de estúdio da versão de Shakira da música foi lançada como single em 29 de novembro de 2011. A música atingiu o número um na tabela de singles da região da Valónia de língua francesa da Bélgica e da França, onde foi posteriormente certificado de ouro pela Belgian Entertainment Association (BEA) e Syndicat National de l'Édition Phonographique (SNEP), respectivamente.

## Recepção

### Crítica
| Críticas profissionais | Críticas profissionais |
| Avaliações da crítica  | Avaliações da crítica  |
| Fonte                  | Avaliação              |
| ---------------------- | ---------------------- |
| About.com              | 4.5 de 5 estrelas.     |
| AllMusic               | 3 de 5 estrelas.       |
| Entertainment Weekly   | C+                     |

Live from Paris, as críticas recebidas foram em sua maioria favoráveis. Carlos Quintana do About.com, deu ao DVD uma revisão muito positiva e elogiou a seleção de músicas, dizendo que eles observaram a "evolução da cantora como artista" e também elogiaram seu talento e performance, escrevendo: "Além de sua dança sensual, voz única e grande energia, você pode contar com as imagens no DVD que ela é uma artista muito profissional que leva seu trabalho muito a sério". Ele concluiu chamando o CD de áudio de uma "compilação [que] cobre de maneira boa o seu espectro musical" e o DVD "fantástico" devido à "alta qualidade do som e do vídeo"; Ele também comentou que o álbum ao vivo "oferece uma boa visão geral da carreira musical de Shakira". Stephen Thomas Erlewine do AllMusic, elogiou a energia do CD de áudio e a versatilidade de Shakira, comentando que "se baseia fortemente em cruzamentos de eletro-dance brilhantes, mas encontra espaço para momentos mais silenciosos, seja em um cover despojado de "Nothing Else Matters" do Metallica ou dela própria em "Gypsy", mantendo o impulso e correndo por um longo período, depois derrubando a casa com "Waka Waka". Ela, no entanto, achou as versões de vídeo muito mais impressionantes, opinando que "dão uma indicação maior do tamanho do espetáculo "e" enfatiza o intenso carisma de Shakira". Adam Markovitz do Entertainment Weekly, deu ao álbum ao vivo uma revisão mista, ele elogiou o show visual que Shakira colocou, mas criticou sua performance, dizendo "ela se contorce as costas secas, como uma professora de aeróbica e strip-tease mais bem paga do mundo, mostrando muita pele - mas, infelizmente, não há muita musculatura". Ele também sentiu que o desempenho de Shakira era muito sexual, comentando que ela "Às vezes, parece mais stripper do que superstar". O álbum foi nomeado "Best Live DVD" na cerimônia de premiação do Premio Shock 2012.

### Comercial
Na data da parada de 10 de dezembro de 2011, Live from Paris entrou na parada de álbuns franceses no número 32 e depois atingiu o número oito por duas semanas. Ele gastou um total de 35 semanas na parada. Tornou-se o primeiro álbum ao vivo de Shakira a entrar na parada no país. Em 2011, o Syndicat National de l'Édition Phonographique certificou o DVD com platina, pelas vendas de 15.000 unidades e em 2012, o álbum ao vivo foi certificado de platina pelas vendas de 100.000 unidades. Live from Paris entrou na parada de álbuns mexicanos no número 13 e atingiu o pico de número 4. Foi um sucesso comercial na região e posteriormente foi certificado de platina e ouro pela Asociación Mexicana de Productores de Fonogramas y Videogramas (AMPROFON) pelas vendas de 90 mil unidades.
Nos Estados Unidos, En Vivo Desde Paris teve um bom desempenho nos prontuários latinos. Chegou no número dois no quadro da Billboard Top Latin Albums dos EUA e ficou no gráfico por um total de 17 semanas. Ele alcançou o número um no gráfico Latin Pop Albums e ficou no gráfico por um total de 16 semanas. Tornou-se o primeiro álbum ao vivo de Shakira a atingir o topo da parada desde o MTV Unplugged (2000).

## Faixas
| DVD/Blu-ray |                                             |         |  |
| N.º         | Título                                      | Duração |  |
| 1.          | "Pienso en ti"                              | 2:39    |  |
| 2.          | "Why Wait"                                  | 2:47    |  |
| 3.          | "Te dejo Madrid"                            | 3:19    |  |
| 4.          | "Si te vas"                                 | 4:34    |  |
| 5.          | "Whenever, Wherever"                        | 8:04    |  |
| 6.          | "Inevitable"                                | 3:35    |  |
| 7.          | "Nothing Else Matters / Despedida (Medley)" | 6:00    |  |
| 8.          | "Gypsy"                                     | 6:29    |  |
| 9.          | "La tortura"                                | 3:36    |  |
| 10.         | "Ciega, sordomuda"                          | 5:10    |  |
| 11.         | "Underneath Your Clothes"                   | 4:00    |  |
| 12.         | "Gordita"                                   | 3:56    |  |
| 13.         | "Sale el sol"                               | 3:49    |  |
| 14.         | "Las de la intuición"                       | 3:15    |  |
| 15.         | "Loca"                                      | 3:06    |  |
| 16.         | "She Wolf"                                  | 4:39    |  |
| 17.         | "Ojos así"                                  | 6:26    |  |
| 18.         | "Antes de las seis"                         | 2:54    |  |
| 19.         | "Je l'aime à mourir"                        | 3:45    |  |
| 20.         | "Hips Don't Lie"                            | 6:51    |  |
| 21.         | "Waka Waka (This Time for Africa)"          | 5:55    |  |
| 22.         | "Final Credits"                             | 1:53    |  |

| DVD bônus |                                            |         |  |
| N.º       | Título                                     | Duração |  |
| 1.        | "Shakira Rehearsal – Behind The Scenes"    | 4:53    |  |
| 2.        | "Shakira & Sanziana – Behind The Scenes"   | 3:25    |  |
| 3.        | "Shakira in Paris – Behind The Scenes"     | 4:48    |  |
| 4.        | "Shaki – Donkey Race – Behind The Scenes"  | 3:29    |  |
| 5.        | "Shakira playing Golf – Behind The Scenes" | 3:27    |  |

| CD áudio |                                    |                                                                                          |         |  |
| N.º      | Título                             | Compositor(es)                                                                           | Duração |  |
| 1.       | "Pienso en ti"                     | Luis Fernando Ochoa, Shakira                                                             | 2:35    |  |
| 2.       | "Why Wait"                         | Hossam Abbas, Ibrahim Hassan, Pharrell Williams, Shakira                                 | 2:49    |  |
| 3.       | "Te dejo Madrid"                   | George Noriega, Shakira, Tim Mitchell                                                    | 3:18    |  |
| 4.       | "Whenever, Wherever"               | Gloria Estefan, Shakira, Tim Mitchell                                                    | 5:14    |  |
| 5.       | "Inevitable"                       | Luis Fernando Ochoa, Shakira                                                             | 3:35    |  |
| 6.       | "Nothing Else Matters/Despedida"   | Antonio Pinto, James Hetfield, Lars Ulrich, Shakira                                      | 4:46    |  |
| 7.       | "Gypsy"                            | Amanda Ghost, Carl Sturken, Evan Rogers, Ian Dench, Shakira                              | 5:29    |  |
| 8.       | "La tortura"                       | Luis Fernando Ochoa, Shakira                                                             | 3:41    |  |
| 9.       | "Ciega sordomuda"                  | Estefano Salgado, Shakira                                                                | 5:16    |  |
| 10.      | "Underneath Your Clothes"          | Lester Mendez; Shakira                                                                   | 4:01    |  |
| 11.      | "Sale el sol"                      | Luis Fernando Ochoa, Shakira                                                             | 3:23    |  |
| 12.      | "Las de la intuición"              | Luis Fernando Ochoa, Shakira                                                             | 2:55    |  |
| 13.      | "Loca"                             | Armando Pérez P., Carlos Crespo "Nejo" Planas, Edward Bello P., Shakira                  | 3:06    |  |
| 14.      | "She Wolf"                         | S. Endicott, Shakira                                                                     | 4:18    |  |
| 15.      | "Ojos así"                         | Javier Garza, Pablo Flores, Shakira                                                      | 4:30    |  |
| 16.      | "Antes de las seis"                | Lester Mendez, Shakira                                                                   | 2:56    |  |
| 17.      | "Je l'aime à mourir"               | Francis Cabrel                                                                           | 3:50    |  |
| 18.      | "Hips Don't Lie"                   | Jerry Duplessis, Latabia Parker, Luis Diaz, Omar Alfanno, Shakira, Wyclef Jean           | 6:54    |  |
| 19.      | "Waka Waka (This Time for Africa)" | Emile Kojide, Eugene Victor Doo Belley, Jean Ze Bella, John Hill, Jorge Drexler, Shakira | 4:45    |  |

## Desempenho nas tabelas musicais
| Chart (2011)                        | Maior posição |
| ----------------------------------- | ------------- |
| Áustria (Austria DVD Chart)         | 6             |
| Bélgica (Ultratop Flandres)         | 49            |
| Bélgica (Ultratop Valônia)          | 16            |
| Espanha (PROMUSICAE)                | 18            |
| Estados Unidos (Top Latin Albums)   | 2             |
| Estados Unidos (Latin Pop Albums)   | 1             |
| França (SNEP)                       | 8             |
| França (French Music DVD Chart)     | 2             |
| Grécia (Greek Albums Chart)         | 48            |
| Hungria (Hungarian Music DVD Chart) | 11            |
| Itália (Italian DVD Chart)          | 3             |
| México (Top 100)                    | 4             |
| Países Baixos (Dutch DVDs Chart)    | 11            |
| Portugal (AFP)                      | 25            |
| Reino Unido (UK Music Video Chart)  | 29            |
| Suíça (Schweizer Hitparade)         | 39            |
| Suíça (Swiss DVDs Chart)            | 4             |

| Chart (2011)                              | Posição |
| ----------------------------------------- | ------- |
| França (French Albums Chart)              | 98      |
| Chart (2011)                              | Posição |
| Bélgica (Belgian Albums Chart (Flanders)) | 74      |
| Bélgica (Belgian DVD Chart (Wallonia))    | 20      |
| França (French Albums Chart)              | 57      |
| EUA (Billboard Top Latin Albums)          | 47      |
| EUA (Billboard Latin Pop Albums)          | 17      |

## Vendas e certificações
| Região | Certificação | Vendas   |
| --- | ------------ | -------- |
| França (SNEP) | Platina      | 100,000* |
| França (SNEP) DVD | Platina      | 150,000* |
| México (AMPROFON) | Platina      | 90,000^  |
| Polônia (ZPAV) DVD | Ouro         | 5,000*   |
| *números de vendas baseados somente na certificação ^distribuições baseadas apenas na certificação ‡vendas+valores de streaming baseados somente na certificação |              |          |